# Natale Palummo
Natale Maria Corrado Palummo (Molfetta, 6 novembre 1843 – Roma, 17 marzo 1931) è stato un magistrato e politico italiano.

## Biografia
In magistratura dal 1867 è stato aggiunto giudiziario a Napoli, Portoferraio, Tortona, Ravenna, Novi Ligure e Arezzo, giudice ai tribunali di Melfi, Taranto, Lecce e Bari, vice-presidente del tribunale di Lucera e presidente di quello di Catania, dove in seguito diventa consigliere di corte d'appello. Conclude la carriera come primo presidente della Corte d'appello dell'Aquila e di Milano.